# Muncung
Muncung is een bestuurslaag in het regentschap Tangerang van de provincie Banten, Indonesië. Muncung telt 4744 inwoners (volkstelling 2010).